# 菲士蘭的瑪蒂爾德
菲士蘭的瑪蒂爾德（荷蘭語：Mathilde van Friesland；？－1044年），法蘭克人王后，1034年至1044年在位。

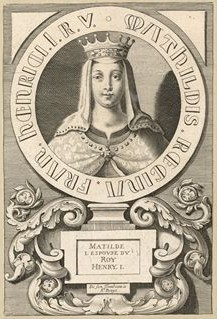
菲士蘭的瑪蒂爾德

她是菲士蘭藩侯柳多爾夫的女兒。1034年，瑪蒂爾德與亨利一世結婚，是其首任妻子，兩人沒有子女。1044年瑪蒂爾德於巴黎去世。